# Gastroduodenite
Gastroduodenite é o termo utilizado para designar a inflamação do estômago (gastrite) em associação com a inflamação do duodeno (duodenite).